# Stopplaats Hoven
Stopplaats Hoven of De Hoven is een voormalige halte aan Staatslijn A tussen Arnhem en Leeuwarden. De stopplaats lag tussen de huidige stations van Brummen en Zutphen, bij de wijk De Hoven op de linkeroever van de IJssel. De stopplaats was in gebruik van 1882 tot 1917 en in 1940 en 1941.